# Sektionalkühler
Der Sektionalkühler ist ein Drehrohrkühler für kontinuierliche Prozesse in der Verfahrenstechnik.

## Aufbau
Sektionalkühler bestehen im Wesentlichen aus einem sich drehenden Rotor, der meist über eine Kette angetrieben wird. An den Enden des Rotors befinden sich starre Gehäuse für die Produktzu- und -abfuhr. 
Je nach Baugröße des Kühlers ist der Rotor entweder an den Enden der eigenen Achse gelagert (Achskühler) oder besitzt eine drehrohrtypische Laufringlagerung.
Innen besteht der Rotor aus mehreren sektionsförmigen Kammern, die kuchenstückförmig um eine zentrale Hohlwelle angeordnet sind. Diese Anordnung wird komplett vom Außenmantel umgeben.
In den sektionsförmigen Kammern befinden sich Förderelemente. Diese können je nach Anforderung Schaufeln, Ketten oder Ähnliches sein.
Je nach Anforderung werden Sektionalkühler mit Durchmessern zwischen 0,8 und 4 m und Längen von 3 bis 30 m gebaut.

## Funktionsweise
Sektionalkühler arbeiten mit indirekter Wasserkühlung. Das Kühlwasser gelangt dabei durch eine innere zentrale Hohlwelle zwischen die einzelnen Sektionen, umströmt diese und tritt durch eine äußere zentrale Hohlwelle wieder aus.
Das zu kühlende Produkt fällt meist direkt in das Produkteinfallgehäuse und wird durch die Drehbewegung und die Förderelemente zum anderen Ende des Kühlers transportiert. 
Durch die Rotation wird eine permanente Durchmischung des Produkts in den Sektionen und somit ein guter Wärmeübergang erreicht.

## Anwendungen
Sektionalkühler können zur Kühlung fast aller rieselfähiger Schüttgüter eingesetzt werden. Man findet sie häufig hinter Drehrohröfen bei Kalzinierungsprozessen oder Ähnlichem. Ihr Hauptziel ist es meist, die Produkte so weit herunterzukühlen, dass sie mit anderen Apparaten (Förderanlagen, Mühlen etc.) gehandhabt werden können. Oft stellt aber auch das Abkühlen selbst einen wichtigen Teil im Herstellungsprozess dar.
Typische Produkte sind z. B. Petrolkoks, Zinkblenderöstgut, Soda, Pigmente und viele mehr.
Die Eintrittstemperaturen der Produkte können bis zu 1400 °C betragen.

## Verfahrenstechnische Besonderheiten
Im Gegensatz zu direkt luftgekühlten Apparaten treten beim Kühlen von Pulvern im Sektionalkühler keine Probleme durch Produktaustrag im Luftstrom auf. Dank der robusten Bauweise bereiten aber auch größere Partikel keine Probleme.
Durch Verwendung entsprechender Dichtungen ist es möglich, in den Sektionen einen inerten Raum zu schaffen, wodurch auch reaktive Produkte behandelt werden können.